# Cerna
Cerna je obec (općina) ve Vukovarsko-sremské župě ve východním Chorvatsku. V roce 2011 žilo v opčině celkem 4 595 obyvatel, z toho 3 791 obyvatel v Cerně a 804 obyvatel v připadající vesnici Šiškovci.
Obec se rozkládá v rovinaté krajině Panonské nížiny, na silničním i železničním (železniční trať Vinkovci–Županja) tahu mezi obcemi Vinkovci a Županja. V Cerně se stékají řeky Berava a Biđ a na jejich soutoku vzniká řeka Bosut.
Pod općinu Cerna spadá ještě sousední vesnice Šiškovci, ve které žije 804 obyvatel.